# Predsednik Ukrajine
Predsednik Ukrajine (ukrajinsko: Президент України, Prezydent Ukrajiny) je naziv za predsednika Republike Ukrajine. Predsednik predstavlja narod v tujini, upravlja zunanjepolitično dejavnost države, vodi pogajanja in sklepa mednarodne pogodbe. Neposredno ga izvolijo državljani Ukrajine za petletni mandat (ne glede na to, ali so predsedniške volitve predčasne ali redne), funkcijo pa lahko opravlja največ dva mandata zapored.
Uradna rezidenca predsednika je Marijinska palača, ki se nahaja v okrožju Pečersk v prestolnici Kijev. Med drugimi uradnimi prebivališči sta Hiša s himerami in Hiša jokajoče vdove, ki ju uporabljajo za namestitev državniških gostov. Predsedniški urad Ukrajine, ki se neuradno zaradi ulice, na kateri se nahaja, imenuje "Bankova", služi kot predsedniški urad, ki predsedniku svetuje v domačih, tujih in pravnih zadevah.
Od ustanovitve funkcije, 5. decembra 1991, je imela Ukrajina šest predsednikov. Leonid Kravčuk je bil ustanovni predsednik, ki je bil na funkciji od leta 1991 do odstopa leta 1994. Leonid Kučma je bil edini predsednik, ki je do zdaj opravljal dva zaporedna mandata. Viktor Juščenko, Petro Porošenko in Viktor Janukovič so funkcijo opravljali en mandat. Država je imela tudi enega vršilca dolžnosti predsednika, in sicer Aleksandra Turčinova, ki je bil nato tudi predsednik ukrajinskega parlamenta. Za razliko od ZDA, kjer predsednikov naslednik (največkrat podpredsednik) prejme vsa pooblastila in dolžnosti predsednika, so v Ukrajini le-te za vršilca dolžnosti predsednika močno omejene. 
Predsedniku Janukoviču je bil  naziv ukrajinskega predsednika 18. junija 2015 uradno odvzet. Vlada Ukrajine uporablja polpredsedniški sistem, v katerem sta vlogi šefa države in vodje vlade ločeni, zato predsednik Ukrajine ni vodja vlade. To funkcijo ima predsednik vlade.
Sedanji predsednik Ukrajine je Volodimir Zelenski, ki je prisegel 20. maja 2019.

## O položaju
Predsednik je vrhovni poveljnik ukrajinskih oboroženih sil in vodi svet za nacionalno varnost in obrambo, ki svetuje predsedniku. Prav tako predsednik koordinira in nadzira izvršno oblast na področju nacionalne varnosti in obrambe. V skladu z ukrajinsko ustavo je predsednik porok suverenosti države, ozemeljske nedeljivosti, spoštovanja ukrajinske ustave ter pravic in svoboščin ljudi in državljanov.
Predsednik ima pravico vložiti veto na odločitve parlamenta; parlament ga lahko nato preglasuje z dvotretjinsko večino ustavne večine. Predsednik ima omejena pooblastila za razpustitev Vrhovne rade (parlamenta) in nominira kandidate za zunanjega in obrambnega ministra v ukrajinskem kabinetu ministrov, prav tako imenuje šest od osemnajstih sodnikov ustavnega sodišča. Odločitve predsednika lahko preiskujejo ukrajinska sodišča, pri čemer je ustavno sodišče edino pristojno, da odloke predsednika razglasi za neustavne. Predsednik uživa pravico do imunitete.

## Privilegiji
Z izvolitvijo predsednik prejme tudi določene privilegije. Popolna pravna imuniteta ga varuje pred pregonom in sodnimi postopki, razen ustavne obtožbe s strani parlamenta. Sam naziv ukrajinskega predsednika je zaščiten z zakonom in ga lahko uporablja dosmrtno, razen če ni bil obtožen in razrešen s funkcije. V skladu s 105. členom ustave je kršenje časti in dostojanstva predsednika kaznivo, čeprav tak zakon še ni sprejet. Osebno varnost predsednika zagotavljata služba državne varnosti Ukrajine in ločena predsedniška polka, ki ju zagotavlja Ministrstvo za notranje zadeve.
Predsednik prejema bruto plačo v višini 28.000 ₴ mesečno ali 336.000 letno. Za vse uradne in državne obiske predsednik koristi predsedniško letalo Državnega letalskega podjetja »Ukrajina«. Ves potreben letalski prevoz zagotavlja Državno letalsko podjetje »Ukrajina« (ukrajinsko letalsko podjetje), katerega sedež je v Borispilu.

### Stavbe
Predsedniški urad Ukrajine je upravno telo, ustanovljeno za zagotavljanje analitične, svetovalne in pravne pomoči predsedniku države. Pogovorno je stavba znana kot "Bankova", ker se nahaja na Bankovi ulici v masivni stavbi nasproti Hiše s himerami. Za uradno predsedniško uporabo je dodeljenih približno štirinajst državnih rezidenc, od katerih so številne ostale iz obdobja predsedovanja predsednika Kučme. Uradna ceremonialna rezidenca je Marijinska palača v Kijevu. Med drugimi državnimi rezidencami so Hiša s himerami in Hiša jokajoče vdove v Kijevu, Jusupovska palača na Krimu in Sinegora v Ivano-Frankivski oblasti.
- Marijinska palača
- Hiša s Himerami je nasproti predsedniške administracije.
- Hiša jokajoče vdove se uporablja za bivanje uradnih obiskovalcev.

### Družina
Predsednikova partnerica ali partner je priznan kot prvi soprog oz. prva dama, podobno kot v drugih državah, čeprav tak naziv nima uradne in pravne odgovornosti. Tradicijo ukrajinske "prve družine" je vzpostavil Kučma, ki je postal tast hčerinemu možu in politiku Viktorju Pinčuku.

## Seznam
| #   | Predsednik                      | Predsednik                                        | Mandat | Mandat            |
| #   | Predsednik                      | Predsednik                                        | Začetek                                                                                                   | Konec             |
| --- | ------------------------------- | ------------------------------------------------- | --- | ----------------- |
| 1.  | Leonid Makarovych Kravchuk      | Leonid Makarovič Kravčuk                          | 5. december 1991                                                                                          | 19. julij 1994    |
| 2.  | Leonid Danilovič Kučma          | Leonid Danilovič Kučma                            | 19. julij 1994                                                                                            | 30. november 1999 |
| 2.  | Leonid Danilovič Kučma          | Leonid Danilovič Kučma                            | 30. november 1999                                                                                         | 23. januar 2005   |
| 3.  | Viktor Andrejevič Juščenko      | Viktor Andrejevič Juščenko                        | 23. januar 2005                                                                                           | 25. feburar 2010  |
| 4.  | Viktor Fedorovič Janukovič      | Viktor Fedorovič Janukovič                        | 25. feburar 2010                                                                                          | 22. februar 2014  |
| 4.  | Viktor Fedorovič Janukovič      | Viktor Fedorovič Janukovič                        | Nekdanji guverner Donecka ter predsednik vlade Ukrajine.                                                  |                   |
| (-) | Oleksandr Valentinovič Turčinov | Oleksandr Valentinovič Turčinov vršilec dolžnosti | 23. februar 2014                                                                                          | 7. junij 2014     |
| (-) | Oleksandr Valentinovič Turčinov | Oleksandr Valentinovič Turčinov vršilec dolžnosti | |                   |
| 5.  | Petro Porošenko                 | Petro Porošenko                                   | 7. junij 2014                                                                                             | 20. maj 2019      |
| 5.  | Petro Porošenko                 | Petro Porošenko                                   | Nekdanji ukrajinski minister za zunanje zadeve (2009-2010) ter minister za trg in ekonomski razvoj (2012) |                   |
| 6.  |                                 | Volodimir Zelenski                                | 20. maj 2019                                                                                              | Poteka            |
| 6.  | Nekdanji filmski igralec.       | Volodimir Zelenski                                | |                   |